# Ormosia nuda
Ormosia nuda är en ärtväxtart som först beskrevs av Foon Chew How, och fick sitt nu gällande namn av R.H.Chang och Q.W.Yao. Ormosia nuda ingår i släktet Ormosia och familjen ärtväxter. Inga underarter finns listade i Catalogue of Life.